# Ro07-9749
Ro07-9749は、鎮静薬、抗不安薬としての作用を持つベンゾジアゼピン誘導体であり、他のベンゾジアゼピンの分析における内部標準として使用されており、デザイナードラッグとしても販売されている。